# Missi Pyle
Missi Pyle (Houston, 16 november 1972), geboren als Andrea Kay Pyle, is een Amerikaans actrice die vooral bijrollen in films heeft.
Ze maakte o.a. furore met haar vertolking van Miss Pasternak als de schooljuf van Jake Harper in Two and a Half Men.

## Biografie
Ze werd geboren in Houston. Ze heeft haar beroemdheid te danken aan de film Galaxy Quest (1999).
Van 2000 tot 2005 was ze getrouwd met Antonio Sacre. Nadien ging ze uit met Josh Meyers. Van 2008 tot 2013 was ze getrouwd met Casey Anderson.

## Filmografie
- 2019: Walk. Ride. Rodeo.
- 2016: Captain Fantastic
- 2015: Two and a Half Men
- 2014: Gone Girl
- 2014: Just Before I Go
- 2014: A Haunted House 2
- 2014: Kiss Me
- 2013: Percy Jackson: Sea of Monsters
- 2012: My Uncle Rafael
- 2011: The Artist
- 2011: A Cinderella Story: Once Upon a Song
- 2009: Pretty Ugly People
- 2009: Patriotville
- 2009: Spring Breakdown
- 2008: Soccer Mom
- 2008: Visioneers
- 2008: Meat Market
- 2008: Harold & Kumar Escape from Guantanamo Bay
- 2007: Feast of Love
- 2006: Mojave Phone Booth
- 2006: Stormbreaker
- 2006: Just My Luck
- 2005: Charlie and the Chocolate Factory
- 2005: The Civilization of Maxwell Bright
- 2005: American Crude
- 2004: :Two and a Half Men
- 2004: Anchorman: The Legend of Ron Burgundy
- 2004: DodgeBall: A True Underdog Story
- 2004: Soul Plane
- 2004: 50 First Dates
- 2004: Meet Market
- 2004: Along Came Polly
- 2003: Big Fish
- 2003: Exposed
- 2003: BachelorMan
- 2003: Bringing Down the House
- 2002: Home Alone 4: Taking Back the House
- 2001: Josie and the Pussycats
- 2000: But Enough About Me...
- 1999: Galaxy Quest
- 1999: Snow Days
- 1999: Trick
- 1998: Number One
- 1997: As Good as It Gets